# 弘益人間
弘益人間（ホンイクインガン）は、韓国歴史上の最も古い国である古朝鮮の建国理念であり、大韓民国教育基本法第二条によって大韓民国の教育理念とされている。弘益人間には「広く人間世界に益をもたらす」と言う意味がある。

## 由来
弘益人間は現存する歴史書の中では『三国遺事』に最初に登場する。